# 고베시 외국어대학
고베시 외국어대학(일본어: 神戸市外国語大学, Kobe City University of Foreign Studies)은 일본의
시립 대학이다. 대학 본부는 고베시 니시구(西區)에 있다.

## 연혁
고베시는 제2차 세계 대전으로 파괴된 항만의 재흥을 조력하도록 1946년에 시립 외국어 전문학교를 설립하였다.
그 학교가 1949년에 고베시 외국어대학으로 승격되었다.
- 1946년 고베 시립 외사(外事) 전문학교 설립 (3년제: 영어학과, 노어학과, 중국어학과).
- 1949년 고베시 외국어대학으로 승격 (4년제).
- 1953년 제2부(야간부)영미학과를 설치.
- 1962년 스페인학과를 설치.
- 1967년 대학원 석사과정을 설치.
- 1986년 구스가오카(일본어: 楠ケ丘)캠퍼스(고베시 나다구)에서 현 캠퍼스로 이전.
- 1987년 국제관계학과를 설치.
- 1996년 대학원 박사과정을 설치.

## 캠퍼스
효고현 고베시 니시구(西區) 가쿠엔 히가시마치(學園東町) 9-1.

## 조직

### 학부
- 외국어학부
  - 영미학과 (주간/야간)
  - 러시아학과
  - 중국학과
  - 스페인학과
  - 국제관계학과

### 대학원
- 외국어학 연구과
  - 영어학 전공 (석사과정)
  - 러시아어학 전공 (석사과정)
  - 중국어학 전공 (석사과정)
  - 스페인어학 전공 (석사과정)
  - 국제관계학 전공 (석사과정)
  - 일본·아시아 언어문화 전공 (석사과정)
  - 영어교육학 전공 (석사과정)
  - 문화교류 전공 (박사과정)

### 부속기관
- 도서관
- 외국어학 연구소